# 胡㴱 (景泰進士)
胡㴱（1422年—1481年），字本淵，四川敘州府富順縣人，民籍，治《詩經》，年三十歲中式景泰二年辛未科第二甲第十八名進士。十二月二十一日生，行二。由國子生中式四川鄉試第四十四名舉人，會試中式第五十七名。

## 家族
曾祖胡則仁；祖胡斌；父胡志海；母王氏。具慶下，妻舒氏，兄涇。